# Matteo Borsa
Matteo Borsa (Mantova, 1751 – Mantova, 18 gennaio 1798) è stato un saggista, critico letterario e filosofo italiano.

## Biografia
Matteo Borsa nacque a Mantova nel 1751, figlio di una cugina dell'abate Saverio Bettinelli, celebre studioso che costituì sempre per Borsa un importante punto di riferimento. Dopo aver studiato a Verona presso il collegio dei Gesuiti e a Reggio Emilia nel collegio dei preti secolari, intraprese studi di medicina all'Università di Bologna. Gli interessi del Borsa, in realtà, erano di stampo prettamente letterario e filosofico, come aveva già avuto modo di dimostrare durante gli studi dell'adolescenza. La scelta del percorso universitario fu imposta dal padre, ma il giovane ottenne comunque la laurea e pubblicò anche due testi di argomento medico, I fisiologi e Gli empirici.
Anche negli anni dell'università, Borsa non trascurò la passione per le umane lettere e per la filosofia, cui si dedicò in maniera pressoché esclusiva dal 1776, quando tornò a Mantova, trascorrendovi un'esistenza ritirata e segnata da una salute cagionevole. Nominato, forse grazie all'interessamento di Bettinelli, segretario dell'Accademia mantovana, pubblicò nel 1784 Del gusto presente in letteratura italiana, saggio scritto in risposta a un quesito posto dalla medesima Accademia. Negli anni successivi il Borsa tornerà sull'opera fino a darne alla luce un'edizione ampliata e modificata con il nuovo titolo I vizi più comuni e osservabili del corrente gusto italiano in belle lettere (1795).
La dissertazione del 1784 sosteneva essersi incarnata la corruzione del gusto in tre diversi aspetti; il « neologismo straniero », il « filosofismo enciclopedico » e la « confusione dei generi ». Nel 1785 Melchiorre Cesarotti difese posizioni opposte a quelle del Borsa nel Saggio sulla filosofia del gusto e nel Saggio sopra la lingua italiana, inserendosi in un dibattito molto acceso soprattutto nell'Italia settentrionale. L'opera dell'accademico mantovano costituì un punto di riferimento importante, come afferma Dionisotti, il quale ricorda anche che « la fortuna in Italia della parola neologismo deriva dalla  dissertazione di Matteo Borsa Del gusto presente in letteratura italiana, apparsa a Venezia nel 1784 ».
Ricoprì dal 1783 l'incarico di professore di logica e metafisica nel ginnasio di Mantova e mantenne sempre uno stretto rapporto con Bettinelli, di cui sposò oltretutto una nipote. Visse poi assieme alla moglie e all'abate, dopo che il padre lo aveva cacciato di casa per « scontentezze domestiche ».
Tra le opere del Borsa vanno inoltre ricordati due saggi che trattano di problemi estetici in relazione alla musica e alla danza, argomenti cui lo studioso mantovano si era interessato nel periodo universitario. Si cimentò inoltre nella composizione di una tragedia, l'Agamennone e Clitennestra, pubblicata a Venezia nel 1786.

## Opere
- La musica imitativa, 1781
- I balli pantomimi, 1783
- Del gusto presente in letteratura italiana, Venezia, Palese, 1784
- Agamennone e Clitennestra, Venezia, Zatta, 1786
- I vizi più comuni e osservabili del corrente gusto italiano in belle lettere, 1795